# 講談社BOX
講談社BOX（こうだんしゃボックス）は、講談社が2006年11月から発行している書籍レーベル、及び講談社の部署名。
小説のみにとどまらず、漫画、批評書も刊行しており、「ハイブリッド・レーベル」を標榜している。銀の箱に入った装丁が特徴だったが、2010年11月からは講談社BOX新人賞“Powers”受賞作の専用レーベル「Powers BOX」が異なる装丁で並行して刊行され、末期はソフトカバーでの刊行が主体となっていた。
創刊当初から講談社BOX新人賞を主催し、積極的に新人作家・イラストレーターを世に出していた。また、2008年から2009年にかけて雑誌『パンドラ』を刊行し、2011年2月からは電子雑誌『BOX-AiR』を刊行していた。
初代部長だった太田は2008年12月に部長を退任、星海社を設立。代わりに講談社ノベルスで島田荘司、竹本健治、綾辻行人、麻耶雄嵩などを担当していた秋元直樹が二代目部長となった（2008年12月 - ）。その後、2011年3月の公式メールマガジンで「P」が三代目部長になったことが報告された。「P」こと佐藤辰宣は後に2016年から2019年まで『群像』編集長を務めている。

## 概要

### レーベル創刊から中期まで（2006 - 2009年）
講談社文芸図書第三出版部所属で文芸誌『ファウスト』編集長の太田克史が、2006年10月に新設された海外文芸出版部へ異動したことから、特例に近い形で創刊された。キャッチコピーは 「Everything is Boxed, KODANSHA BOX. 開けるのは“あなた”です。」。
2006年11月刊の創刊第一弾は、清涼院流水『成功学キャラ教授　4000万円トクする話』、西尾維新『化物語 (上)』、舞城王太郎『SPEEDBOY!』の3作品。『化物語』は大ヒット作となり、レーベルも好スタートを切った。
小説・漫画・批評を「銀の箱」という統一フォーマットで刊行していたが、箱に入っていない「講談社BOXピース」も刊行しており、初期から中期にかけては、採算を度外視した特別企画も多く行っていた。これには新人批評家を選考・育成しデビューさせる『東浩紀のゼロアカ道場』（2008年3月 - 2009年8月）、参加者16名全員の漫画家デビューを目指す『西島大介のひらめき☆マンガ学校』（2009年7月 - ）、クリエーターと読者が集う場所を作る『KOBOCAFE』（2008年5月 - 8月）などがあった。また、一時期、amazon.co.jp内に公式コーナーが設置されていた、作家へのインタビューなどが読めるほか、女優の多部未華子や声優の中原麻衣によるレビューを載せるなど、積極的にPRが行われていた。
創刊時の講談社内での位置づけは、「講談社文芸局 海外文芸出版部 講談社BOX編集部」で、講談社が新設した文芸局海外文芸出版部の中へ入れ子細工のように「講談社BOX」編集部が作られていた。
太田克史部長時代の講談社BOX編集部は、2007年に建設された講談社第1別館（新）にオフィスがあり、本館と隣接しているとはいえ、別の場所にあったことから、「部独自のカルチャーみたいなもの」が次第に生まれつつと太田は述べていた。毎日編集部に作家が遊びにくるようなところは、講談社の他の書籍系の編集部にはなく、そのことを誇りに思っているという。
2008年2月、講談社BOXマガジン『パンドラ』創刊。この頃、『ファウスト』の刊行ペースが落ちていたことから、『ファウスト』から枝分かれする形で、講談社BOX独自の文芸誌として創刊された。また、刊行冊数は2009年5月の鏡征爾『白の断章』で100冊に到達したが、これは銀の箱に入った刊行書籍のみをカウントしている。

### 星海社独立から実質的休刊へ（2010 - 2015年）
2010年4月、2008年に講談社BOXの企画編集から離れていた太田克史が新会社・星海社を立ち上げ、副社長に就任。2010年9月15日には『ファウスト』の流れを汲むwebサイト「最前線」を開設。これに伴い、西尾維新以外の主力作家陣が一斉に流出する。清涼院流水と舞城王太郎は星海社へ移らなかったが、講談社BOXでの執筆もなくなった。この混乱により、上記の特別企画はすべて見直しとなり、『パンドラ』は休刊。編集人員や作家の不足から刊行点数も減少していく。
講談社BOXの創刊は2003年創刊の『ファウスト』が成功したことを背景としていたが、ライトノベルとジャンル小説、文学の融合というゼロ年代の文芸ムーブメントが沈静化し、西尾維新、舞城王太郎、佐藤友哉、奈須きのこなどに続くスター作家の台頭もなかったことから、『ファウスト』Vol.7が刊行された2008年頃から失速しつつあった。そして、講談社BOXと星海社のレーベル分裂は衰退への決定打となった。
一般的には、この2010年の星海社独立で主力作家の大半を失い、企画の多くが中断したため、講談社BOXはそのままレーベル終了したと思われており、ライトノベル史を扱った書籍でもそのように書かれているものがあるが、2015年までは西尾維新作品以外の新規刊行を続けていた。
『月刊少年シリウス』では、最後の大河ノベルだった定金伸治『四方世界の王』、『月刊ComicREX』（一迅社）では、星海社独立以降の主力となっていた日日日＆千葉サドル『平安残酷物語』、ゆずはらとしゆき＆toi8『空想東京百景』、浅倉秋成『フラッガーの方程式』のコミカライズをそれぞれ連載するなど、メディアミックス展開も少なからず行われていたが、唯一のレーベル発メディアだった『BOX-AiR』が西尾維新を含めた旧来の主力作家の作品を掲載しなかったため、書き下ろしによる散発的な刊行ペースとなり、レーベルとしての印象は希薄だった。末期は箱の色や形状が作品ごとに変えられたり、ソフトカバーでの刊行も多かった。
社内での管轄は「文芸局講談社BOX」という扱いを経て、2013年10月に文芸図書第三出版部へ統合され、文芸シリーズ出版部の1セクションとなっていたが、2015年8月、新レーベル・講談社タイガ創刊に伴い、作家陣の整理が行われたことが公になる。『パンドラ』休刊後、キングレコード（スターチャイルド）の参画で創刊した電子雑誌『BOX-AiR』も、2015年7月刊の52号を最後に終刊した。
西尾維新作品以外では、2015年12月刊の宮沢龍生『K 青の事件簿 下』が最後の刊行物だが、これはスターチャイルドのアニメノベライズであり、2015年5月刊の岩城裕明『煉獄ふたり 優しい幽霊はコンビニにいる』がレーベルオリジナル作品の最終刊行物になっている。

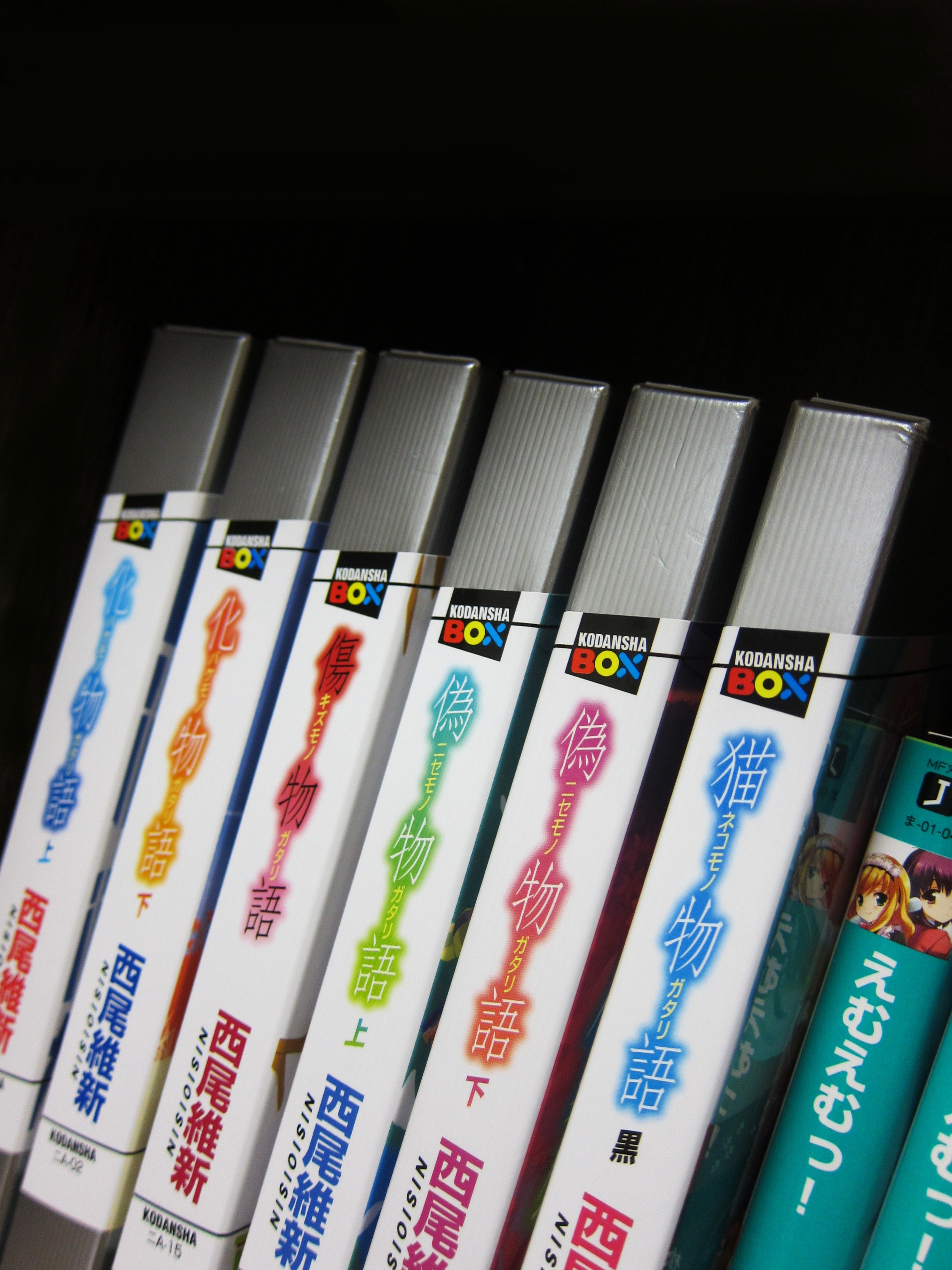
講談社BOX 西尾維新「〈物語〉シリーズ」

以降は、西尾維新「〈物語〉シリーズ」「忘却探偵シリーズ」とノベライズの刊行レーベルとして名前を残しているが、それ以外のシリーズは刊行されていない。星海社独立前後から西尾維新作品はメディアミックス展開の関係でアニプレックスの管轄下に置かれており、営業的にも通常の講談社BOX作品とは別枠として扱われていたため、2015年の実質的レーベル休刊の影響は皆無であった。
編集部員はレーベル休刊後も唯一、2007年から西尾維新の担当を務めていた矢島真理子が在籍していたが、2018年にアフタヌーン編集部へ異動している。
2020年3月、公式サイトの消滅が確認された。

### 刊行内容
小説作品は、当初は講談社の文芸誌『メフィスト』『ファウスト』『群像』などに掲載された作品を刊行していたが、創刊から1年半ほどしてから講談社BOX新人賞受賞者の作品の刊行を開始し、以来、多くの新人作家を輩出した。
また、創刊直後の2007年1月から、作家が12か月連続で単行本を刊行する「大河ノベル」の企画が実施され、2009年まで3年間続けられた。
漫画作品は1990年代にヤングマガジン系などで一度発売された作品の復刊がほとんどだが、まだ別レーベルで手に入るものを刊行していたケースもあり、海外のウェブコミックを単行本化した『メガトーキョー』などもあった。『パンドラ』や『ファウスト』に掲載された新作漫画は、KCデラックス（講談社の漫画レーベル）として刊行されたこともある。
批評・ノンフィクションでは、星海社独立までは東浩紀や渡辺浩弐の著作が刊行されていた。このジャンルは、新書がサラリーマン世代の読み物となってしまっている現状では、10代や20代に届くはずの批評も届いていない現状を変えたいという考えで出版されていた。初代部長の太田克史は「『搾取される若者たち―バイク便ライダーは見た!』（阿部真大、集英社新書、2006年）は新書で販売されているから若者に届かないだけで、これが講談社BOXだったら届く」と、講談社BOXが批評を出版する意味を語っていた。
取り扱う作品の作風は、漫画作品も含めて「思春期の自意識」をテーマにした作品が多かったが、雑誌『パンドラ』のキャッチコピーだった「思春期の自意識を生きるシンフォニー・マガジン」という言葉は、2009年4月発売のVol.3から「文芸と批評とコミックが「交差」（クロスオーバー）する講談社BOXマガジン」に変更されており、『パンドラ』Vol.3の編集後記では、今後の出版傾向の変更が示唆されたが、Vol.4を最後に刊行を休止した。

### 装丁
銀色の紙ケースにB6判ソフトカバーを収納する、という特徴的な装丁を採用している。カバーなどは無く、通常の帯の代わりに箱に丸いシール（ステッカー）が貼付される。このアイデアは清涼院流水によるもの。シールは、全て職人の手作業で貼られており、斜めになっている理由は、部長の太田克史が斜に構えているからだという。
この仕様はコスト高の要因となり、初刷部数が低下した末期は、西尾維新の「〈物語〉シリーズ」以外、シリーズの続編でもソフトカバーでの刊行となった。

### 世界最強の出版レーベル
講談社BOX開始時には「世界市場で同時展開する“世界最強の出版レーベル”を目指してスタート」というようにその目的が説明されており、「講談社BOXのラインナップが50点、100点と重なっていったとき、世界の出版社と手を組んで、そのラインナップを世界の“受け手”に同時に届けていきます」とされていた。
創刊の2年後の2008年12月、初代部長の太田克史は「創刊当初からの志でもあった“世界最強の出版レーベルを目指す”世界展開についても、先だってのフランクフルトブックフェアへの参加などの活動が功を奏し、現在、世界各国から順調にオファーが入ってきている」と述べていた。
2008年10月にドイツのフランクフルトで行われた「フランクフルト・ブックフェア」の様子は後日講談社BOX公式サイトで公開される予定だったが、実際には公開されなかった。

## 講談社BOX新人賞

### 講談社BOXからデビューした作家一覧
- 講談社BOX新人賞 大賞、Powers受賞者

鏡征爾、至道流星、杉山幌、ウノサワスバル、新沢克海、神世希、湊利記、森野樹、浅倉秋成、円山まどか、織守きょうや
- 講談社BOX新人賞 優秀賞、Talents受賞者

小柳粒男、泉和良（小説デビュー以前に、ゲームクリエーターとして活躍している）、黒乃翔、天原聖海、梓、岩城裕明、架神恭介（受賞以前から小説以外の書籍は刊行していた）、手代木正太郎
- 講談社BOX新人賞 あしたの賞受賞者

小仙波貴幸（あしたの賞受賞後、『パンドラ』の下剋上ボックスよりデビュー）、森川智喜（あしたの賞受賞後、『パンドラ』の下剋上ボックスよりデビュー）
- その他

針谷卓史（三田文学新人賞受賞後、講談社BOXより単行本デビュー）、円居挽（『パンドラ』の下剋上ボックスよりデビュー）、藍内友紀（「ササクラ」名義で第5回BOX-AiR新人賞よりデビュー）

## 出版企画

### 大河ノベル
大河ノベル（たいがノベル）とは、ある作家が一年間、12か月連続でシリーズ作品を刊行する企画である。12か月連続刊行という試みは日本文芸界、そして世界出版界でも史上初とされる。12か月連続刊行にあたって「書き溜め」を禁止していた。
2007年の清涼院流水・西尾維新、2008年の島田荘司、2009年の定金伸治と、3年間で計4人の作家がこの企画に参加した。ただし、当初の予定通り12か月連続刊行を成功させたのは、2007年の清涼院と西尾のみである。2008年の島田荘司作品は、第1部が2008年1月からの3か月連続刊行、第2部が2008年10月からの4か月連続刊行となり、2010年に第3部・第4部の刊行が予定されていた。2009年の定金伸治作品は、1月からの4か月連続刊行ののち、作者の体調不良を理由に刊行が中断した。
大河ノベル2007
- 清涼院流水『パーフェクト・ワールド What a perfect world!』
- 西尾維新『刀語』
  - 清涼院流水は執筆ペースがギリギリだったため、最終巻に近づくにつれて「初校了」（通常2回行うチェックと修正を1回のみで終えること）などの出版の裏技が行われた。
  - シリーズ完結以降、清涼院流水は2008年の講談社文庫版『彩紋家事件III』刊行を最後に講談社での執筆が途絶え、西尾維新も太田克史が講談社BOXから離れた『ファウスト』Vol.8以降は執筆していない。

大河ノベル2008
- 島田荘司『Classical Fantasy Within』
  - 第1部が2008年1月から3か月連続刊行。第2部が2008年10月から4か月連続刊行。2009年末までに、計7巻が刊行されている。
  - 2008年に12か月連続刊行が予定されていたが、その後「2008年1月 - 3月、2008年10月 - 2009年6月」と刊行予定が変更された。その後再度変更となり、2010年に第3部と第4部の刊行が予定されている。
  - 当初は、奇数月・偶数月で2作品を各6巻とされていたが、刊行開始直前に偶数月刊行の作品（「進々堂世界一周」）を単独作品とし、奇数月予定だった作品を全12巻に変更することが発表された。
  - また、『進々堂世界一周』を『Classical Fantasy Within』の空白期間に充てることがパンドラvol.1 SIDE-B（袋綴じ）で発表された。
  - 島田荘司、士郎正宗の他の仕事との折り合いの関係上、2008年1月 - 3月に3巻まで刊行され、そこで一旦中断。2008年10月から4巻以降の刊行が再開され、2009年1月の第7巻までで再度中断、2009年9月より再開するという計画に変更になる事が発表された。
  - 「進々堂世界一周」は、特別に2作品のみ『Anniversary50 カッパ・ノベルス創刊50周年記念作品』（光文社、2009年12月）、小説新潮9月号（新潮社、2010年9月）に先行掲載され、2011年4月に『進々堂世界一周 追憶のカシュガル』(ISBN 978-4103252320）が新潮社より発売された。
  - 島田荘司の公認サイトで、島田荘司の大河ノベル開始前の打ち合わせの様子などが分かる[14]。

大河ノベル2009
- 定金伸治『四方世界の王』
  - 当初、2009年1月から12か月連続刊行予定だったが、著者の体調不良を理由に4月発売の4巻以降は刊行休止となった。
  - 2010年6月、刊行再開された。大幅なボリュームアップに伴い、刊行ペースは不定期となり、刊行数は全12巻予定から全14巻予定へと変更となった。
  - 2015年08月24日付の著者ブログでシリーズ打ち切りが発表され、講談社タイガ創刊に伴う講談社BOXの作家陣整理が公になった。また、担当引き継ぎも行われなかったことから、特典小冊子を個人配布した。

### LINK! project
講談社BOXとゲームソフト会社チュンソフトが協力し、2009年秋に開始された出版企画。チュンソフトが発売したゲームソフトの小説版を刊行する。
- 第1弾 428 〜封鎖された渋谷で〜 （2009年9月-12月、全4巻）
- 第2弾 極限脱出 9時間9人9の扉 （2010年2月、3月刊行）

### Powers BOX
- 講談社新人賞Powers受賞者の作品を出版する専用のレーベルとして2010年11月より発売。

### 電子書籍雑誌『BOX-AiR』
- 講談社BOXと電子雑誌『Air エア』が組んでスタートした企画。2011年2月4日創刊。
- 『BOX-AiR』掲載作品はすべてスターチャイルド協力の元、アニメ化を検討するというコンセプトだったが、実際はキングレコード系のガンジスが文化庁の若手アニメーター育成プロジェクト『アニメミライ』に参加するための企画。

## イベント・企画

### KOBOCAFE
- 主催・講談社BOX・GTV
- 期間・2008年5月9日 - 2008年8月24日（不定期開業）
- 場所・中野ブロードウェイ4階

渡辺浩弐が中野ブロードウェイに所有していた事務所を改築し、講談社BOX編集部が運営していたブックカフェ。1930年代のアメリカ、ニューヨークあたりの私立探偵事務所みたいな講談社BOXの持っているイメージの危なっかしい、危険な匂いのするブックカフェと、気軽に立ち寄れる「編集者や作者」と「読者」が繋がれる場所をクリエイトする、がコンセプト。
オリジナルブレンドコーヒーとセットの限定小冊子の販売があり、渡辺浩弐、松原真琴、滝本竜彦、西尾維新、佐藤友哉、北山猛邦の作品が販売された。
8月2日には北山猛邦の限定小冊子『KOBO CAFE殺人事件』を基に、紛失した原稿を探すというミステリーイベントが行われ、北山猛邦以外にも佐藤友哉、乙一などが参加した。
その後、KOBOCAFEは、渡辺浩弐が経営する「Kカフェ」として不定期に営業されていた。

## ファン倶楽部『KOBO』
2007年1月より1年ごとに会員を募集している。募集要項には「かつてない読者体験を“あなた”にお届けする」と書かれている。ファン倶楽部の始動に当たって、「KOBO宣言文」が、清涼院流水により、講談社BOXファン倶楽部“KOBO”総長として出されている。2010年より無料化されることが告知されていた。
特典は、会員証・会報誌『KOBO』（オールカラー32ページ。年2回発行。Vol.00 - 04まで冊子形式、Vol.05より新聞形式）・バースデイカード・サマーグリーティングカード・会員限定イベントご招待・会員限定プレゼントなど。
太田克史によると、ファンクラブKOBOは、会費の三倍リターンしているという。
- 2007年
  - 講談社BOXメールマガジン「ファンタスティック講談社BOX」2006年vol.1が2006.11.01.0:00に到着。メルマガより、講談社BOXファン倶楽部「KOBO」が2007年1月にスタートしファン倶楽部入会受付が2006.11.01付けでスタート。初年度の会員は5000人限定と決定された。先着5000名に会報誌『KOBO Vol.00』が無料でプレゼントされた。[17]
  - 会員限定プレゼントは、真鍮製の栞。[18]
  - 2007年9月15日、会員限定イベント「講談社BOXファンクラブ(KOBO)総会」が行われた。参加出来たのは、会報誌『KOBO』に載っていた募集に応募した人の中から150人ぐらいだった模様。[19]

- 2008年度
  - KOBO ファンクラブ会員証（番号固定制度に変更）の送付。
  - 会員限定のプレゼントは、総勢13名のイラストレーターによるカレンダー。
  - KOBO CAFE 先行営業に招待。コーヒー代100円割引（会員証提示）。
  - 会員限定イベント「講談社BOXファンクラブ(KOBO)総会」開催。

- 2009年度
  - KOBO総会（8月22日）

会報誌
- KOBO Vol.00 （2006年12月1日）
- KOBO Vol.01 （2007年6月1日）
- KOBO Vol.02 （2007年11月1日）
- KOBO Vol.03 （2008年5月1日）
- KOBO Vol.04 （2008年12月18日）
- KOBO Vol.05 （2009年6月25日） - この号より新聞紙形式に変更
- KOBO Vol.06 （2010年1月1日）
  - Vo.5,6には講談社BOX新人作家たちの小説が掲載されている。

## 講談社BOX作品一覧

### 小説
| 著者                | タイトル                                          | イラスト       | 備考                                                                                |
| あ行                | あ行                                              | あ行           | あ行                                                                                |
| ------------------- | ------------------------------------------------- | -------------- | ----------------------------------------------------------------------------------- |
| 日日日              | のばらセックス                                    | 千葉サドル     |                                                                                     |
| 日日日              | 平安残酷物語                                      | 千葉サドル     | 一迅社よりコミカライズ版発売（全2巻）                                               |
| 梓                  | Switch                                            | 真             | 第2回流水大賞 優秀賞                                                                |
| 天原聖海            | ファイナリスト/M                                  | 西村キヌ       | 第3回流水大賞 優秀賞                                                                |
| 天原聖海            | ジャッジメント/Q                                  | 西村キヌ       |                                                                                     |
| 泉和良              | エレGY                                            | 泉和良         | 第2回流水大賞 優秀賞、星海社文庫より文庫版発売                                      |
| 泉和良              | Spica                                             | 泉和良         |                                                                                     |
| 泉和良              | ヘドロ宇宙モデル                                  | 泉和良         |                                                                                     |
| 岩城裕明            | ようこそ、ロバの目の世界へ。                      | ごり           | 第6回流水大賞 優秀賞                                                                |
| ウノサワスバル      | さよなら彦                                        | ウノサワスバル | 第7回流水大賞 大賞                                                                  |
| か行                |                                                   |                |                                                                                     |
| 鏡征爾              | 白の断章                                          |                | 第5回流水大賞 大賞                                                                  |
| 鏡征爾              | 向日葵とRose-Noir                                 |                |                                                                                     |
| 夏寿司              | アリシアの三姉妹                                  | えいひ         |                                                                                     |
| 樺薫                | ぐいぐいジョーはもういない                        | mot            |                                                                                     |
| 北國浩二            | アンリアル UnReal                                 | カズアキ       |                                                                                     |
| 北島行徳            | 428 〜封鎖された渋谷で〜                          | N村            | 原作：チュンソフト、全4巻                                                           |
| 黒田研二            | 極限脱出 9時間9人9の扉 オルタナ                   | 西村キヌ       | 原作：チュンソフト、シナリオ：打越鋼太郎、上下巻                                    |
| 黒乃翔              | マッドドリーム・アンド・マジカルワールド          | N村            | 第3回流水大賞 優秀賞                                                                |
| 小雨大豆            | フィオナ旅行記                                    | 小雨大豆       | 全2巻                                                                               |
| 小仙波貴幸          | 鬼灰買いの佐平治                                  | 一橋真         |                                                                                     |
| 小柳粒男            | くうそうノンフィク日和                            | 長月みそか     | 第1回流水大賞 優秀賞                                                                |
| 小柳粒男            | りべんじゃー小戦争 〜まち封鎖                     | 長月みそか     |                                                                                     |
| 小柳粒男            | ゲンソウ現実日和                                  | 長月みそか     |                                                                                     |
| さ・た行            |                                                   |                |                                                                                     |
| 定金伸治            | 四方世界の王                                      | 記伊孝         | 大河ノベル2009（既刊6巻、全14巻予定→打ち切り）、講談社よりコミカライズ発売（全5巻） |
| 島田荘司            | 島田荘司 very BEST10                              |                | 2冊組                                                                               |
| 島田荘司            | Classical Fantasy Within                          | 士郎正宗       | 大河ノベル2008（既刊8巻、全12巻予定）                                               |
| 至道流星            | 雷撃☆SSガール                                     | MAMI           | 第7回流水大賞 大賞                                                                  |
| 至道流星            | 神と世界と絶望人間 雷撃☆SSガール2                 | MAMI           | 「00-02」と「03-08」の全2巻                                                         |
| 杉山幌              | R・I・P レスト・イン・ピース                      |                | 第7回流水大賞 大賞                                                                  |
| 清涼院流水          | 成功学キャラ教授 4000万円トクする話               | 西島大介       | 実用書風の小説。創刊ラインナップのうちの1冊                                         |
| 清涼院流水          | パーフェクト・ワールド What a perfect world!      | 梅吉           | 大河ノベル2007（全12巻）                                                            |
| 田中哲弥            | サゴケヒ族民謡の主題による変奏曲                  | Foo Swee Chin  |                                                                                     |
| な行                |                                                   |                |                                                                                     |
| 奈須きのこ          | DDD                                               | こやまひろかず | 既刊2巻、全4巻予定                                                                  |
| 奈須きのこ 榎本俊二 | 3/16事件                                          | 榎本俊二       | 漫画も収録                                                                          |
| 西尾維新            | 化物語                                            | VOFAN          | 上下巻。上巻は創刊ラインナップのうちの1冊、TVアニメ化                               |
| 西尾維新            | 傷物語                                            | VOFAN          | 全1巻                                                                               |
| 西尾維新            | 偽物語                                            | VOFAN          | 上下巻                                                                              |
| 西尾維新            | 猫物語                                            | VOFAN          | 「黒」と「白」の上下巻                                                              |
| 西尾維新            | 傾物語                                            | VOFAN          |                                                                                     |
| 西尾維新            | 花物語                                            | VOFAN          |                                                                                     |
| 西尾維新            | 囮物語                                            | VOFAN          |                                                                                     |
| 西尾維新            | 鬼物語                                            | VOFAN          |                                                                                     |
| 西尾維新            | 恋物語                                            | VOFAN          |                                                                                     |
| 西尾維新            | 憑物語                                            | VOFAN          |                                                                                     |
| 西尾維新            | 暦物語                                            | VOFAN          |                                                                                     |
| 西尾維新            | 刀語                                              | 竹             | 大河ノベル2007（全12巻）、TVアニメ化                                                |
| 西尾維新            | 真庭語                                            | 竹             | 既刊1巻、複数巻刊行予定                                                             |
| 法月綸太郎          | ノーカット版 密閉教室                             |                | ハードカバーで刊行されたものの再刊                                                  |
| は・ま行            |                                                   |                |                                                                                     |
| 早見裕司            | 闇長姫                                            | 友風子         |                                                                                     |
| 針谷卓史            | 花散里                                            | 撫子凛         |                                                                                     |
| 針谷卓史            | 針谷の短編集                                      | 撫子凛         |                                                                                     |
| 針谷卓史            | これで、ハッピーエンド。                          |                |                                                                                     |
| 福井晴敏            | ∀ガンダム 月に繭 地には果実                       | 安田朗         | 再刊。原作：矢立肇・富野由悠季。上下巻                                              |
| 舞城王太郎          | SPEEDBOY!                                         | 舞城王太郎     | 創刊ラインナップのうちの1冊、講談社文庫より文庫版発売                               |
| 円居挽              | 丸太町ルヴォワール                                | 純             | 講談社文庫より文庫版発売                                                            |
| 円居挽              | 烏丸ルヴォワール                                  | くまおり純     |                                                                                     |
| 円居挽              | 今出川ルヴォワール                                | くまおり純     |                                                                                     |
| 森川智喜            | キャットフード 名探偵三途川理と注文の多い館の殺人 | 平沢下戸       | 講談社文庫より文庫版発売                                                            |
| や・ら・わ行        |                                                   |                |                                                                                     |
| 八杉将司            | 光を忘れた星で                                    | 中山尚子       |                                                                                     |
| 柳内たくみ          | 戦国スナイパー                                    | 陸原一樹       | 全5巻、講談社文庫より文庫版発売                                                     |
| ゆずはらとしゆき    | 空想東京百景                                      | toi8           | 漫画も収録。一迅社よりスピンオフ漫画版発売                                          |
| ゆずはらとしゆき    | 空想東京百景〈V2〉殺し屋たちの休暇                | toi8           | 〈V2〉と〈V3〉の上下巻                                                              |
| ゆずはらとしゆき    | 空想東京百景〈V3〉殺し屋たちの墓標                | toi8           |                                                                                     |
| 吉田アミ            | 雪ちゃんの言うことは、絶対。                      | ロクニシコージ |                                                                                     |
| 竜騎士07            | ひぐらしのなく頃に                                | ともひ         | 全7巻、星海社文庫より文庫版発売                                                     |
| 竜騎士07            | ひぐらしのなく頃に 解                             | ともひ         | 全9巻、星海社文庫より文庫版発売                                                     |
| 竜騎士07            | ひぐらしのなく頃に 礼                             | ともひ         | 全1巻                                                                               |
| 竜騎士07            | うみねこのなく頃に                                | ともひ         | 全15巻                                                                              |
| 渡辺浩弐            | iKILL ィキル                                      |                |                                                                                     |
| 渡辺浩弐            | 2999年のゲーム・キッズ 完全版DX                   | TAGRO          | 再刊。漫画も収録                                                                    |

### 漫画
2009年4月の安達哲『幸せのひこうき雲』以降、銀の箱に入った形態では漫画は刊行されていない。2009年12月より、漫画はKCデラックスとして刊行されている。
再刊作品の場合は、初刊行年を示す。出版社を記していないものはすべて、講談社からの再刊。
| 著者                 | タイトル                                          | 初刊行年       | 備考 |
| 日本の作品           |                                                   |                | |
| -------------------- | ------------------------------------------------- | -------------- | --- |
| 安達哲               | さくらの唄                                        | 1991年         | 再刊。上下巻。上巻は創刊ラインナップのうちの1冊                                                                  |
| 安達哲               | 幸せのひこうき雲                                  | 1998年         | 再刊 |
| ウエダハジメ         | フリクリ                                          | 2000年、2001年 | 再刊。原作：GAINAX、上下巻、星海社文庫より文庫版発売                                                             |
| TAGRO                | マフィアとルアー                                  | 2002年         | スタジオDNA版の再刊。星海社文庫より文庫版発売 three episodes from マフィアとルアー - マンガ図書館Z（外部リンク） |
| 箸井地図             | 名探偵夢水清志郎事件ノート そして五人がいなくなる | 初刊行         | 原作：はやみねかおる                                                                                             |
| 松本剛               | 甘い水                                            | 2003年         | 再刊。原案協力：板垣久生、上下巻                                                                                 |
| 松本剛               | すみれの花咲く頃                                  | 1991年         | 再刊 |
| 松本剛               | 北京的夏                                          | 1993年         | 再刊。原作：ファンキー末吉                                                                                       |
| やまさきもへじ       | 少年名探偵 虹北恭助の冒険 高校編                  | 2003年         | 再刊。原作：はやみねかおる                                                                                       |
| 吉原基貴             | U-31 完全版                                       | 2003年、2004年 | 再刊。原作：綱本将也、上下巻。小説も収録                                                                         |
| ロクニシコージ       | こぐまレンサ 完全版                               | 2004年         | 再刊 |
| 翻訳作品             |                                                   |                | |
| フレッド・ギャラガー | メガトーキョー                                    | 初刊行         | アメリカでは初刊2003年。翻訳：椎名ゆかり。既刊1巻、複数巻刊行予定だった                                          |

### 批評・ノンフィクション
| 著者                        | タイトル                                                                                                 | 備考                                                |
| --------------------------- | --- | --------------------------------------------------- |
| 東浩紀                      | 文学環境論集 東浩紀コレクションL                                                                         | 2冊組                                               |
| 東浩紀                      | 情報環境論集 東浩紀コレクションS                                                                         |                                                     |
| 東浩紀                      | 批評の精神分析 東浩紀コレクションD                                                                       | イラスト：西島大介                                  |
| 西島大介&さやわか           | 西島大介のひらめき☆マンガ学校 マンガを描くのではない。そこにある何かをそっとマンガと呼んであげればいい。 | 西島大介のひらめき☆マンガ学校の講義録               |
| 村上裕一                    | ゴーストの条件 クラウドを巡礼する想像力                                                                  | イラスト：minoa 東浩紀のゼロアカ道場 最終選考通過者 |
| 渡辺浩弐                    | ひらきこもりのすすめ2. 0                                                                                 | 再刊。イラスト：西島大介                            |
| 講談社BOX編、道場主：東浩紀 | 東浩紀のゼロアカ道場 伝説の「文学フリマ」決戦                                                            | 文学フリマで販売された同人誌の再録                  |

### Powers BOX
講談社新人賞Powers受賞者の作品、及びBOX-AiR掲載作品を出版する専用のレーベルとして2010年11月よりスタート。銀の箱では無く、ミステリーランドの様な箱のデザインも作品ごとに違い、かつ表紙の一部が箱の穴から見えるデザインの箱に入っている。一部、穴の空いていないデザインの作品も存在する。
| 著者              | タイトル                                       | イラスト             | 備考                                                       |
| ----------------- | ---------------------------------------------- | -------------------- | ---------------------------------------------------------- |
| 天原聖海          | 翼姫 -closed summer closed sky-                | em                   |                                                            |
| 新沢克海          | コロージョンの夏                               | 05                   |                                                            |
| 新沢克海          | フェイブルの海                                 | 05                   |                                                            |
| 架神恭介          | 戦闘破壊学園ダンゲロス                         | 左                   | 講談社よりコミカライズ版発売（全8巻）                      |
| 架神恭介          | 飛行迷宮学園ダンゲロス -『蠍座の名探偵』-      | 門脇聡               | 双葉社よりコミカライズ版発売（全4巻）                      |
| 樺薫              | 異界兵装タシュンケ・ウィトコ                   | 筑波マサヒロ         |                                                            |
| 講談社BOX（編集） | Powers selection 新走                          | こうもり傘（表紙絵） | アンソロジー。挿絵は作家別に異なるイラストレーターが担当。 |
| 神世希            | 神戯 - DEBUG PROGRAM - Operation Phantom Proof | mebae                | 2冊組                                                      |
| 神世希            | 未来方程式 -fate equation-                     | mebae                |                                                            |
| 神世希            | DEUSLAYER                                      | 遠田志帆             |                                                            |
| 杉山幌            | 嘘月                                           | キナコ               |                                                            |
| 中里友香          | 黒猫ギムナジウム                               | maruco               |                                                            |
| 円山まどか        | 自殺者の森 Suicide Forest                      | hakus                |                                                            |
| 湊利記            | マージナルワールド                             | 村崎久都             |                                                            |
| 湊利記            | マージナルワールド2                            | 村崎久都             |                                                            |
| 森野樹            | レッドアローズ                                 | ヤスダスズヒト       |                                                            |
| 森野樹            | 転転転校生生生                                 | ぷちでびる           |                                                            |

### BOX-Air BOX
BOX-AiR新人賞受賞者専用レーベルとして、2012年3月よりスタート。Powers BOXと非常に似たデザインだが、こちらは穴の形が丸ではなく、たまご型である。一部穴のデザインが違う作品も存在する。
| 著者         | タイトル                                       | イラスト | 備考                    |
| ------------ | ---------------------------------------------- | -------- | ----------------------- |
| 蒼月海晴     | 黄昏百鬼異聞録                                 | ウタコ   |                         |
| 沖ハサム     | あやしや/いなき                                | 荒川     |                         |
| 木立嶺       | 次女っ娘たちの空                               | しめ子   |                         |
| ササクラ     | 緋色のスプーク                                 | マルイノ |                         |
| 柴田科虎     | シアトロ惑星                                   | ちほ     |                         |
| てり         | サリー＆マグナム OF THE GENUS ASPHALT          | De       |                         |
| ナカオカガク | キリングシュガー                               | 烏羽雨   |                         |
| 分水嶺       | フラ×ソロ 〜健全な男女交際についてのあれこれ〜 | モスコ   | 第3回BOX-AiR新人賞 受賞 |

### その他
- 黒箱

以下の作品は銀の箱で無く、黒い箱に入っている。
| 著者                              | タイトル                     | イラスト   | 備考                            |
| --------------------------------- | ---------------------------- | ---------- | ------------------------------- |
| 講談社BOX＆アニメスタイル共同編集 | 劇場版 空の境界 画コンテ集   | 武内崇     | 画コンテ集 全7巻                |
| 小森健太朗                        | ネメシスの虐笑S              | 早真さとる | 小説+ゲーム『ネメシスの虐笑G』  |
| 西尾維新                          | 佰物語                       | 渡辺明夫   | ドラマCD                        |
| 西尾維新                          | 不問語                       | 竹         | ドラマCD                        |
| 西尾維新                          | アニメ『化物語』副音声副読本 | 渡辺明夫   | アニメ版の副音声の脚本集 上下巻 |

- その他のデザイン

以下の作品は、Powers BOXの様に各作品独自のデザインの箱に入っているが、Powers BOXと違いイラストが箱の全面に配されている。
| 著者           | タイトル                                              | イラスト   | 備考                                  |
| -------------- | ----------------------------------------------------- | ---------- | ------------------------------------- |
| 日日日         | ビスケット・フランケンシュタイン〈完全版〉            | toi8       | 学研メガミ文庫版の再刊                |
| 日日日         | 図書館パラセクト                                      | 千葉サドル |                                       |
| 日日日         | はこぶねエトランゼ                                    | 千葉サドル |                                       |
| 浅倉秋成       | ノワール・レヴナント                                  | N村雄飛    |                                       |
| 浅倉秋成       | フラッガーの方程式                                    | 中村ゆうひ | 一迅社よりコミカライズ版発売（全1巻） |
| 彩坂美月       | 文化祭の夢に、おちる                                  | 庭         |                                       |
| 歩佑作         | ティーンズライフ                                      | 加藤健介   |                                       |
| 織守きょうや   | 霊感探偵                                              | しヴぇ     |                                       |
| 梶よう子       | 戦国BASARA3 石田三成の章                              | 堤芳貞     | 同名ゲームの小説版                    |
| 管野ユウキ     | 昨日の蒼空、明日の銀翼                                | R/m        |                                       |
| 来楽零         | K SIDE:RED                                            | 鈴木信吾   | 同名アニメの小説版                    |
| 柴村仁         | 夜宵                                                  | 六七質     |                                       |
| タカハシヨウ   | クワガタにチョップしたらタイムスリップした            | 竜宮ツカサ |                                       |
| タタツシンイチ | 戦国BASARA3 徳川家康の章                              | 堤芳貞     | 同名ゲームの小説版                    |
| 月島総記       | ルートダブル -Before Crime * After Days-              | shri       | 全3巻、同名ゲームの小説版             |
| 手代木正太郎   | 柳生浪句剣                                            | 戸部淑     |                                       |
| 古橋秀之       | K SIDE:BLUE                                           | 鈴木信吾   | 同名アニメの小説版                    |
| 森川智喜       | スノーホワイト 名探偵三途川理と少女の鏡は千の目を持つ | 平沢下戸   |                                       |
| 森川智喜       | 踊る人形 名探偵三途川理とゴーレムのEは真実のE         | 平沢下戸   |                                       |
| 矢野隆         | 戦国BASARA3 伊達政宗の章                              | 堤芳貞     | 同名ゲームの小説版                    |
| 靖子靖史       | そよかぜキャットナップ                                | TNSK       |                                       |
| 靖子靖史       | ハイライトブルーと少女                                | TNSK       |                                       |
| 山口優         | アルヴ・レズル -機械仕掛けの妖精たち-                 | 彩樹       | アニメ映画化                          |

## その他の刊行作品

### 講談社BOXピース作品一覧
小説
| 著者       | タイトル                      | 備考             |
| 日本の作品 |                               |                  |
| ---------- | ----------------------------- | ---------------- |
| 佐藤友哉   | 灰色のダイエットコカコーラ    |                  |
| 白倉由美   | ゴーストベイビー              | イラスト：釣巻和 |
| 長崎尚志   | アルタンタハー 東方見聞録奇譚 |                  |
| 西尾維新   | きみとぼくの壊れた世界        |                  |
| 西尾維新   | 不気味で素朴な囲われた世界    |                  |
| 渡辺浩弐   | 吐田君に言わせるとこの世界は  |                  |
| 翻訳作品   |                               |                  |
| 郭敬明     | 悲しみは逆流して河になる      | 翻訳：泉京鹿     |
| 田原       | 水の彼方 Double Mono          | 翻訳：泉京鹿     |

批評
| 著者     | タイトル                 | 備考               |
| -------- | ------------------------ | ------------------ |
| 阿部真大 | 世界はロックでできている | イラスト：渡辺ペコ |
| 久我真樹 | 英国メイドの世界         |                    |

### KCデラックスから刊行の漫画作品
| 著者       | タイトル               | 備考                                         |
| ---------- | ---------------------- | -------------------------------------------- |
| 石田敦子   | 姉さんゴーホーム       | 姉さんゴーホーム - マンガ図書館Z(外部リンク) |
| 衿沢世衣子 | ちづかマップ           |                                              |
| 衿沢世衣子 | ウイちゃんがみえるもの |                                              |
| TAGRO      | DON'T TRUST OVER 30    |                                              |
| 吉原基貴   | あおいひ               |                                              |

### その他担当作品一覧
| 著者                             | タイトル                                                                    | 備考                          |
| -------------------------------- | --------------------------------------------------------------------------- | ----------------------------- |
| アルネ・ベルストルフ             | ベイビーズ・イン・ブラック THE STORY OF ASTRID KIRCHHERR & STUART SUTCLIFEE | バンド・デシネ 翻訳：岩本順子 |
| 講談社BOX（編集）                | アニメ化物語オフィシャルガイドブック                                        | ガイドブック                  |
| 講談社BOX（編集）                | 化物語アニメコンプリートガイドブック                                        | ガイドブック                  |
| 講談社BOX（編集）                | 大河アニメ刀語オフィシャルガイドブック                                      | ガイドブック                  |
| 講談社BOX（編集）                | 大河アニメ刀語ビジュアルブック                                              | ビジュアルブック              |
| 鶴田謙二、奈須きのこ、榎本俊二他 | 漫画BOX AMASIA                                                              | 漫画、小説アンソロジー        |
| 竹                               | 竹画集 刀語絵巻                                                             | 画集                          |
| 本多正一（編集）                 | 幻影城の時代 完全版                                                         | 小説、評論他                  |